# 무사시노선
무사시노선(武蔵野線, むさしのせん)은 일본 가나가와현 요코하마시 쓰루미구에 있는 쓰루미역과 지바현 후나바시시에 있는 니시후나바시역을 잇는 동일본 여객철도(JR 동일본)의 철도 노선이다.
단 정기적으로 여객 영업을 하고 있는 구간은 도쿄도 후추시에 있는 후추혼마치역에서 니시후나바시 역까지이다.

## 노선 정보
- 노선 거리
  - 동일본 여객철도
    - 쓰루미 ~ 니시후나바시: 100.6km
    - 쓰루미 ~ 신쓰루미 신호장(3.9km) 구간은 도카이도 본선 지선(통칭 힌카쿠 선)과 중복 구간이다. 정기 여객열차가 설정되어 있는 구간은 후추혼마치 ~ 니시후나바시 간(71.8km) 뿐이다.
    - 니시우라와 ~ 요노 4.9km
    - 무사시우라와 ~ 벳쇼 신호장

  - 일본화물철도
    - 쓰루미 ~ 니시후나바시(100.6km)
    - 신코다이라 ~ 구니타치(5.0km)
    - 미나미나가레야마 ~ 기타코가네(2.9km)
    - 미나미나가레야마 ~ 마바시 (3.7km)

- 운영 기관: 동일본 여객철도(제1종 철도사업자), 일본화물철도(제2종 철도사업자)
- 궤간: 1067mm
- 통행 방식: 좌측 통행
- 역 수: 여객역 26, 화물역 3, 신호장 1(지선 제외, 쓰루미 역은 무사시노 선의 여객 영업은 없음)
- 복선 구간: 전 구간
- 전철화 구간: 전 구간(직류 1500V)
- 보안 장치: ATS

전 구간을 통틀어 건널목이 없고 커브도 완만하다. 그러나 본래 도심에서 방사선으로 늘어선 각 노선을 연결하기 위한 화물노선이기 때문에, 분기기 통과에 속도 제한이 걸리는 곳도 있다.

## 차량
- 209계 500번대

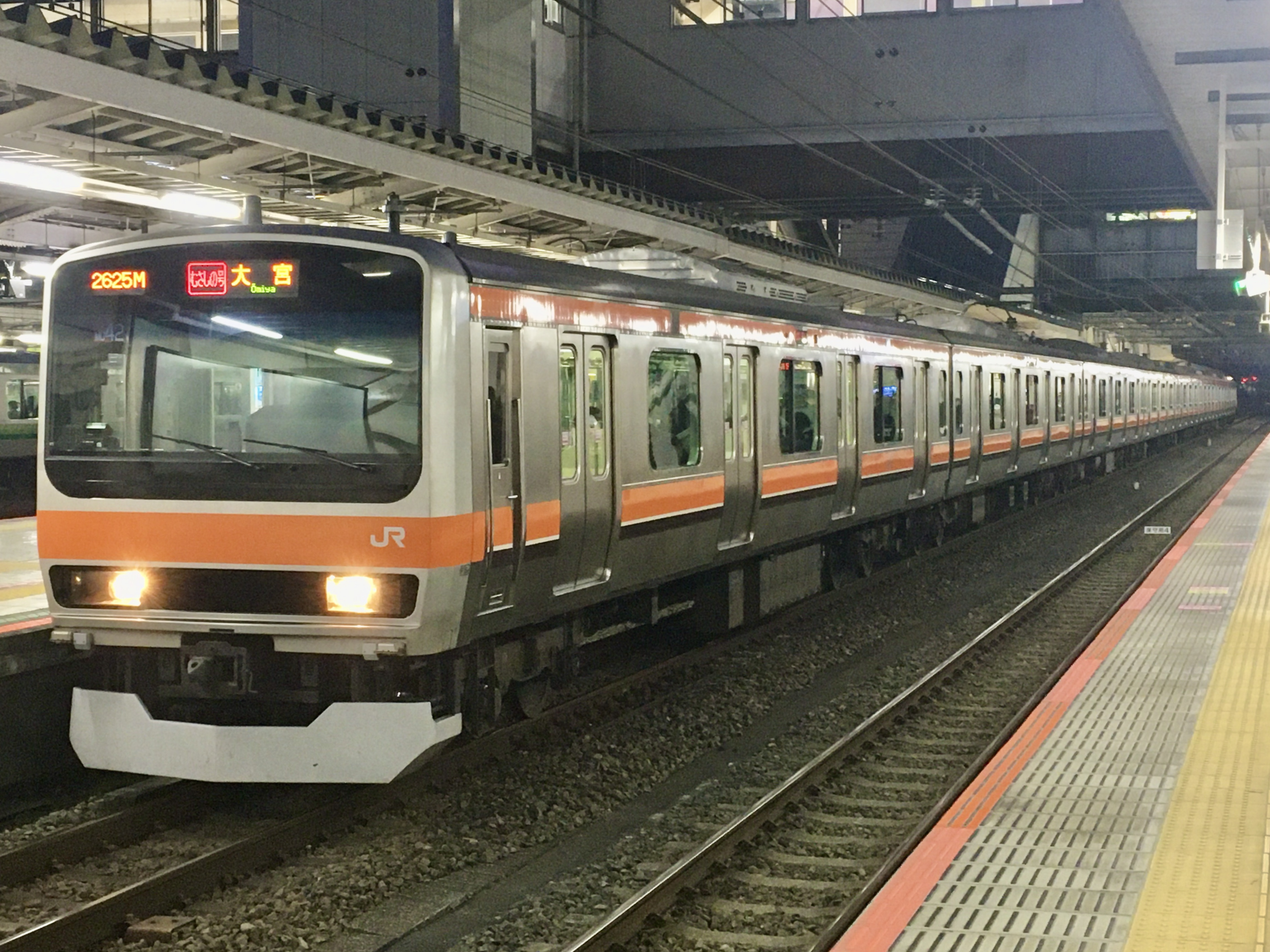
E231계

- E231계

## 역 목록
- 쓰루미 ~ 후추혼마치 구간은 화물 전용으로 사용되며, 무사시노 남선(武蔵野南線)으로 통칭된다.

| 역 이름              | 일본어 이름          | 역간 거리 (km) | 누적 거리 (km) | 후추혼마치 기점 누적 거리(km) | 접속 노선                                  | 소재지     | 소재지                                                                                           | 소재지           |
| -------------------- | -------------------- | -------------- | -------------- | ----------------------------- | ------------------------------------------ | ---------- | ------------------------------------------------------------------------------------------------ | ---------------- |
| 쓰루미               | 鶴見                 | 0.0            | 0.0            | -28.8                         | 도카이도 본선, 게이힌 도호쿠 선, 쓰루미 선 | 가나가와현 | 요코하마시                                                                                       | 쓰루미구         |
| 신쓰루미             | 新鶴見               | 3.9            | 3.9            | -24.9                         |                                            | 가나가와현 | 요코하마시                                                                                       | 쓰루미구         |
| 가지가야 화물 터미널 | 梶ヶ谷貨物ターミナル | 8.8            | 12.7           | -16.1                         | 가와사키시                                 | 가나가와현 | 미야마에구                                                                                       |                  |
| 후추혼마치           | 府中本町             | 16.1           | 28.8           | 0.0                           | 난부 선                                    | 도쿄도     | 후추시                                                                                           | 후추시           |
| 기타후추             | 北府中               | 1.7            | 30.5           | 1.7                           |                                            | 도쿄도     | 후추시                                                                                           | 후추시           |
| 니시코쿠분지         | 西国分寺             | 2.2            | 32.7           | 3.9                           | 주오 본선(주오 쾌속선)                     | 도쿄도     | 고쿠분지시                                                                                       | 고쿠분지시       |
| 신코다이라           | 新小平               | 3.5            | 36.2           | 7.4                           |                                            | 도쿄도     | 고다이라시                                                                                       | 고다이라시       |
| 신아키쓰             | 新秋津               | 5.6            | 41.8           | 13                            | 세이부 철도 이케부쿠로 선(아키쓰역)        | 도쿄도     | 히가시무라야마시                                                                                 | 히가시무라야마시 |
| 히가시토코로자와     | 東所沢               | 2.7            | 44.5           | 15.7                          |                                            | 사이타마현 | 도코로자와시                                                                                     | 도코로자와시     |
| 니자 화물 터미널     | 新座貨物ターミナル   | 3.7            | 48.2           | 19.4                          | 니자시                                     | 니자시     |                                                                                                  |                  |
| 니자                 | 新座                 | 0.3            | 48.5           | 19.7                          | 니자시                                     | 니자시     |                                                                                                  |                  |
| 기타아사카           | 北朝霞               | 3.1            | 51.6           | 22.8                          | 도부 철도 도조 본선(아사카다이 역)         | 아사카시   | 아사카시                                                                                         |                  |
| 니시우라와           | 西浦和               | 5.0            | 56.6           | 27.8                          |                                            | 사이타마시 | 사쿠라구                                                                                         |                  |
| 무사시우라와         | 武蔵浦和             | 2.0            | 58.6           | 29.8                          | 사이쿄 선                                  | 사이타마시 | 미나미구                                                                                         |                  |
| 미나미우라와         | 南浦和               | 1.9            | 60.5           | 31.7                          | 게이힌 도호쿠 선                           | 사이타마시 | 미나미구                                                                                         |                  |
| 히가시우라와         | 東浦和               | 3.7            | 64.2           | 35.4                          |                                            | 사이타마시 | 미도리구                                                                                         |                  |
| 히가시카와구치       | 東川口               | 3.8            | 68.0           | 39.2                          | 사이타마 고속철도 사이타마 고속철도선      | 가와구치시 | 가와구치시                                                                                       |                  |
| 미나미코시가야       | 南越谷               | 4.3            | 72.3           | 43.5                          | 도부 철도 이세사키 선(신코시가야 역)       | 고시가야시 | 고시가야시                                                                                       |                  |
| 고시가야 화물 터미널 | 越谷貨物ターミナル   | 0.4            | 72.7           | 43.9                          |                                            | 고시가야시 | 고시가야시                                                                                       |                  |
| 고시가야 레이크타운  | 越谷レイクタウン     | 2.4            | 75.1           | 46.3                          |                                            | 고시가야시 | 고시가야시                                                                                       |                  |
| 요시카와             | 吉川                 | 1.9            | 77.0           | 48.2                          | 요시카와시                                 | 요시카와시 |                                                                                                  |                  |
| 요시카와미나미       | 吉川美南             | 1.7            | 78.7           | 49.9                          | 요시카와시                                 | 요시카와시 |                                                                                                  |                  |
| 신미사토             | 新三郷               | 1.4            | 80.1           | 51.3                          | 미사토시                                   | 미사토시   |                                                                                                  |                  |
| 미사토               | 三郷                 | 2.1            | 82.2           | 53.4                          | 미사토시                                   | 미사토시   |                                                                                                  |                  |
| 미나미나가레야마     | 南流山               | 2.0            | 84.2           | 55.4                          | 수도권 신도시 철도 쓰쿠바 익스프레스 선    | 지바현     | 나가레야마시                                                                                     | 나가레야마시     |
| 신마쓰도             | 新松戸               | 2.1            | 86.3           | 57.5                          | 조반선(조반 완행선)                        | 지바현     | 마쓰도시                                                                                         | 마쓰도시         |
| 신야하시라           | 新八柱               | 4.1            | 90.4           | 61.6                          | 신케이세이 전철 신케이세이 선(야바시라 역) | 지바현     | 마쓰도시                                                                                         | 마쓰도시         |
| 히가시마쓰도         | 東松戸               | 2.4            | 92.8           | 64.0                          | 호쿠소 철도 호쿠소 선                      | 지바현     | 마쓰도시                                                                                         | 마쓰도시         |
| 이치카와오노         | 市川大野             | 1.9            | 94.7           | 65.9                          |                                            | 지바현     | 이치카와시                                                                                       | 이치카와시       |
| 후나바시호텐         | 船橋法典             | 3.0            | 97.7           | 68.9                          | 후나바시시                                 | 후나바시시 |                                                                                                  |                  |
| 니시후나바시         | 西船橋               | 2.9            | 100.6          | 71.8                          | 후나바시시                                 | 후나바시시 | 게이요 선(직결 운행) 소부 본선(주오·소부 완행선) 도쿄 지하철 도자이 선 도요 고속철도 도요 고속선 |                  |

## 같이 보기
- 오사카히가시선
- 아이치 환상 철도선